# Luise von Baden (1811–1854)

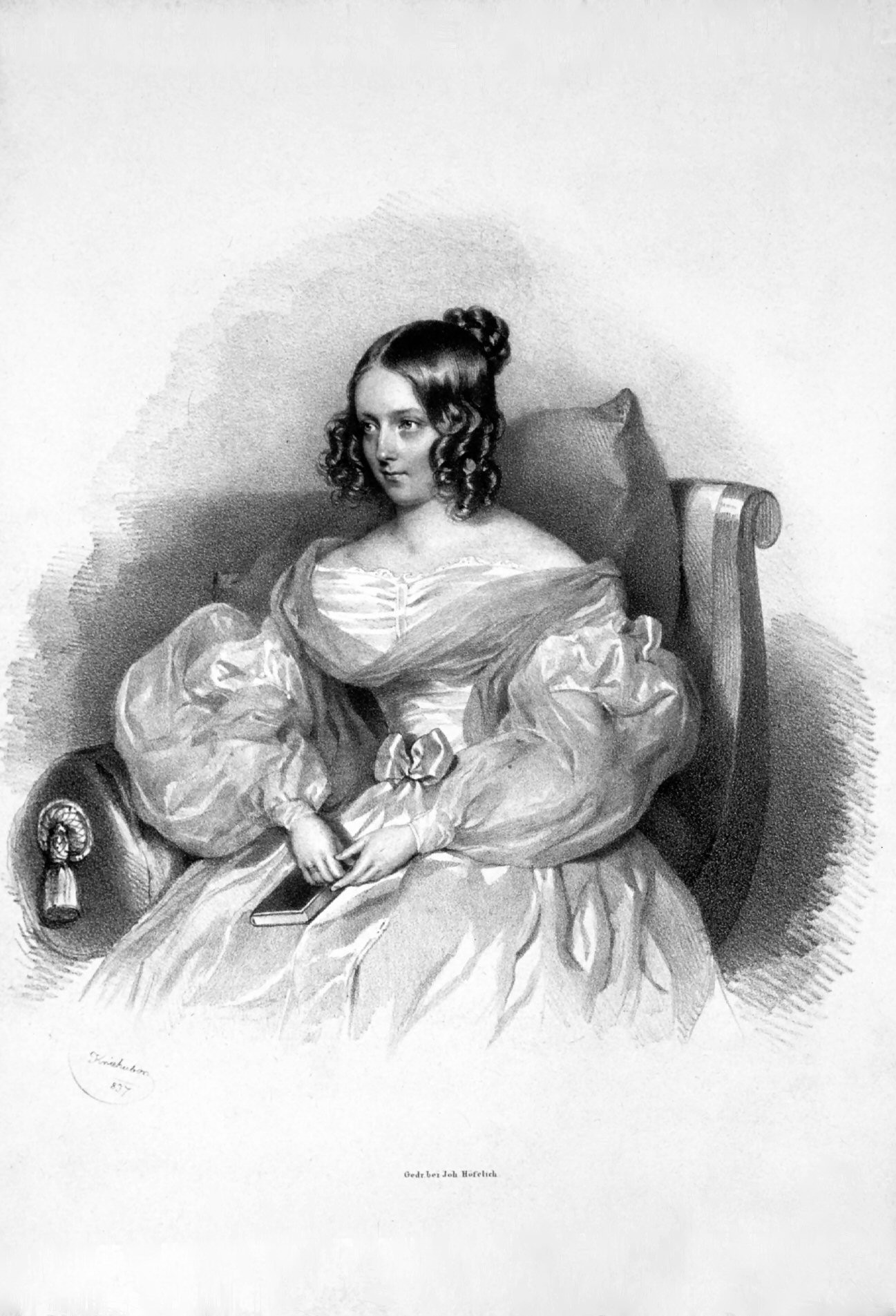
Luise von Baden, Lithographie von Josef Kriehuber, 1837

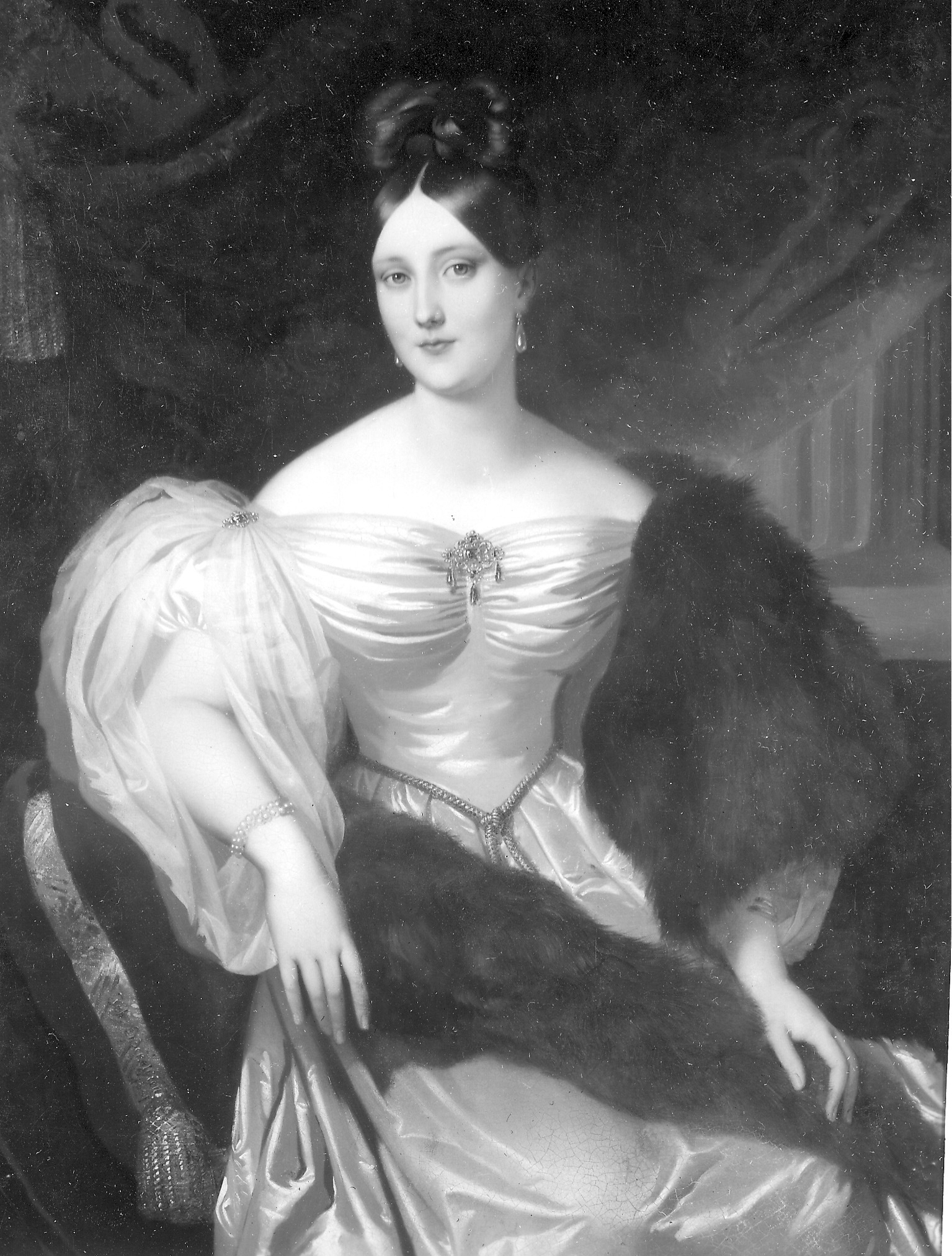
Prinzessin Luise von Baden

Luise Amelie Stephanie von Baden (* 5. Juni 1811 in Schwetzingen; † 19. Juli 1854 in Královo Pole) war eine badische Prinzessin und das erste Kind von Großherzog Karl von Baden und Stéphanie de Beauharnais, einer Adoptivtochter Napoléon Bonapartes.

## Leben
Die Ehe ihrer Eltern wurde 1806 politisch veranlasst und war wenig glücklich. Während Stephanie in Mannheim weilte, feierte Karl mit seinem Onkel Ludwig Orgien in Karlsruhe. Stephanies Adoptivvater, Napoléon Bonaparte, war sehr erbost über den Zustand am badischen Hof, hatte er doch das neue große Baden überhaupt erschaffen. Karl Friedrich, der regierende Großherzog von Baden und Luises Urgroßvater, wurde aufgefordert, Ludwig, seinen jüngsten Sohn aus erster Ehe, aus der Residenzstadt zu verbannen.
Luises Eltern half dies wenig, sie kamen sich erst nach einem Sommeraufenthalt in Baden-Baden im Jahr 1810 näher; 1811 kam Luise zur Welt. Im selben Jahr wurde ihr Vater der zweite Großherzog von Baden.
Am 9. November 1830 heiratete sie den ehemaligen Kronprinzen von Schweden, ihren Cousin Gustav von Holstein-Gottorp, in Karlsruhe. Gustav war im kaiserlichen Militär Österreichs tätig; das Ehepaar wohnte in Schloss Schönbrunn. Die Ehe wurde 1844 geschieden.
Kinder aus der Ehe:
- 1. Louis (1832–1832)
- 2. Carola von Wasa-Holstein-Gottorp (* 5. August 1833; † 15. Dezember 1907); ⚭ König Albert I. von Sachsen

Sie starb am 19. Juli 1854 in Královo Pole und wurde am 26. Juli nach Sigmaringen gebracht, wo damals ihre Schwester Josephine von Baden lebte. Dort wurde sie in der fürstlichen Gruft bestattet.